# 1997 TM27
1997 TM27 är en asteroid i huvudbältet som upptäcktes den 8 oktober 1997 av den japanska astronomen Satoru Otomo i Kiyosato.
Asteroiden har en diameter på ungefär 5 kilometer.